# Титгенс, Вальдемар
Вальдемар Титгенс (нем. Waldemar Tietgens; 26 марта 1879, Гамбург — 28 июля 1917, Лангемарк-Пулкапелле, Западная Фландрия) — немецкий гребец, чемпион летних Олимпийских игр 1900.
На Играх Титгенс принял участие в соревнованиях четвёрок и восьмёрок. В первом состязании, он, в составе второй немецкой команды, сначала выиграл полуфинал с результатом 5:56,2, а затем один из финалов за 5:59,0.
Затем Титгенс соревновался среди восьмёрок. Его команда сначала заняла третье место в полуфинале, а затем четвёртое в финале, не выиграв ни одной медали.